# Francis Fulton-Smith

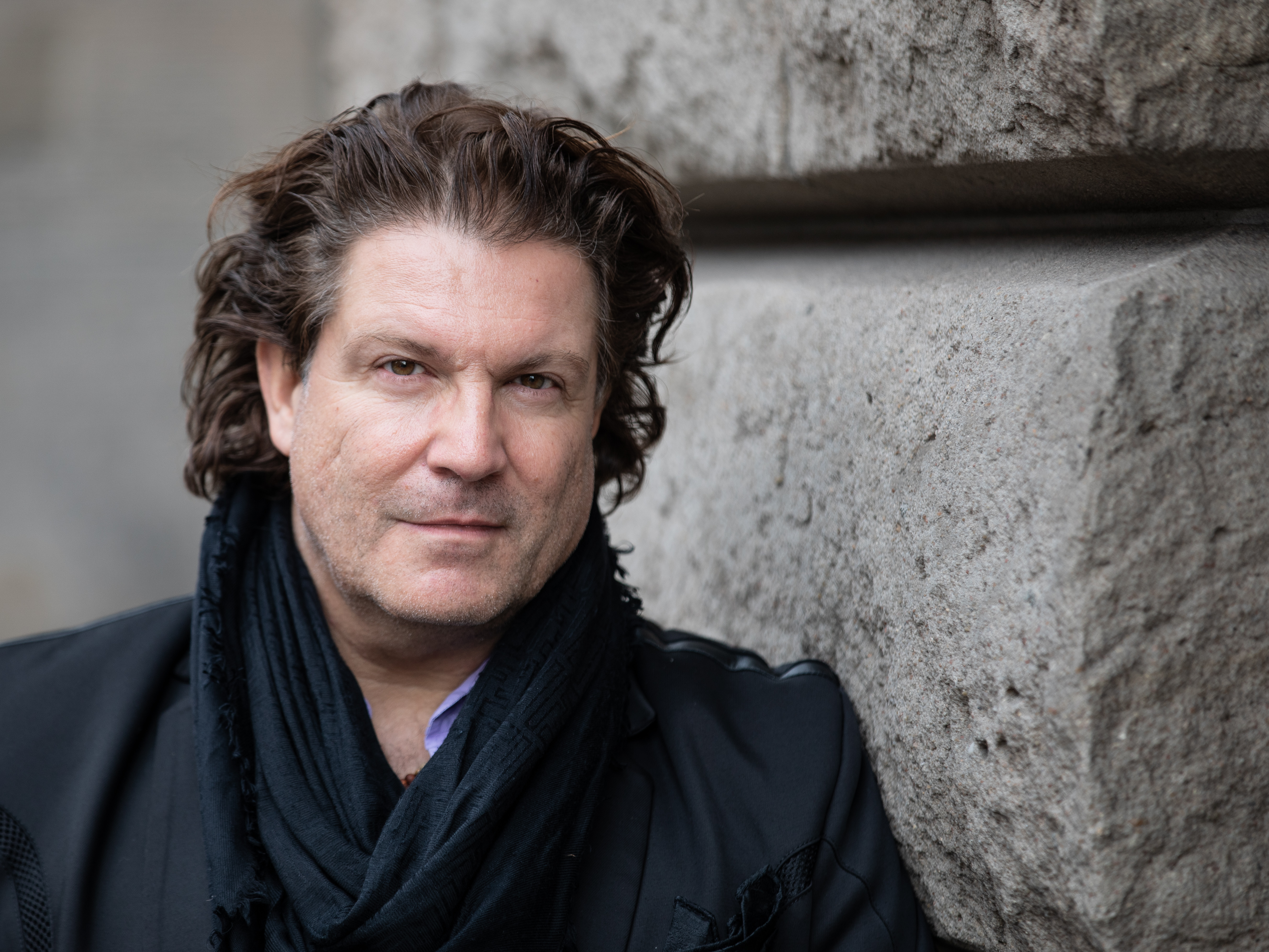
Francis Fulton-Smith (2020)

Francis Fulton-Smith (* 25. April 1966 in München) ist ein britisch-deutscher Schauspieler, Autor und Filmproduzent.

## Leben
Fulton-Smiths Mutter war eine deutsche Fremdsprachenkorrespondentin, sein Vater ein britischer Jazzmusiker, der später als Übersetzer arbeitete.
Er wuchs zweisprachig auf. Im Jahr 1986 legte er das Abitur am Camerloher-Gymnasium Freising ab. Seine Ausbildung zum Schauspieler absolvierte er von 1987 bis 1990 an der Otto-Falckenberg-Schule in München. Seit dem 24. September 2004 war er mit der Schauspielerin Verena Klein verheiratet. Sie haben zwei Töchter (* 2009, * 2012) und wohnen in München. Ende April 2017 gaben sie öffentlich ihre Trennung bekannt. Im April 2018 folgte die Scheidung.
Fulton-Smith ist Kinderpate für World Vision Deutschland. Gemeinsam mit seiner Ex-Frau war er als Sonderbotschafter für SOS-Kinderdörfer tätig.
Nachdem er zuvor vor allem in leichteren Unterhaltungsfilmen auftrat, spielte er 2014 in Die Spiegel-Affäre den früheren bayerischen Ministerpräsidenten Franz Josef Strauß und nahm dafür unter ärztlicher Aufsicht 20 kg zu. Am 13. November 2014 wurde er für diese Rolle mit einem Bambi ausgezeichnet.
Im Juni 2015, während der Dreharbeiten zu Der Athen-Krimi wurde bekannt, dass Fulton-Smith erstmals auch als Produzent mit seiner Produktionsgesellschaft Little Door Films, die er 2011 gegründet hatte, tätig ist. Am 17. April 2019 wurde die Produktionsgesellschaft im Handelsregister in Dragonbird Films GmbH umgeschrieben.
Am 18. Dezember 2016 nahm Fulton-Smith die deutsche Staatsangehörigkeit an.
Am 8. September 2017 erschien im Ullstein Verlag Fulton-Smiths Buch Loving se Germans, in dem er beschreibt, wie er als Halbbrite den Unterschied zwischen Deutschen und Engländern erlebt.
Am 5. Oktober 2022 veröffentlichte der Kailash Verlag Fulton-Smiths Buch Der dunkelste Moment ist der vor Sonnenaufgang. Der Untertitel „Wie ich mich nach einer schweren Lebenskrise neu erfand“ belegt, wie es ihm, von Kindesbeinen an, nach dem Ende einer Beziehung erging.
Am 27. März 2024 spielte und sang Fulton-Smith in Die Passion von RTL in Kassel die Figur des Pontius Pilatus.
Von Juni bis September 2025 spielt Fulton-Smith die Rolle des Charles Leveret im Stück Halbblut bei den Karl-May-Spielen 2025 in Bad Segeberg.

## Filmografie

### Kino
- 1984: Wenn ich mich fürchte
- 1993: Madame Bäurin
- 1996: Diebinnen
- 2003: Baltic Storm
- 2006: Günstige Prognose
- 2008: 80 Minutes
- 2010: Der Film Deines Lebens
- 2015: Er und Sie (Kurzfilm)
- 2016: Schweinskopf al dente
- 2017: Grießnockerlaffäre
- 2017: Irgendwer (Kurzfilm)
- 2019: Der Ballonmörder

### Fernsehfilm
- 1993: Das Schicksal der Lilian H.
- 1995: Ich begehre dich
- 1996: Sünde einer Nacht
- 1997: Kabel und Liebe
- 1997: Gestohlenes Mutterglück
- 1997: Der Kindermord
- 1997: Betrogen – Eine Ehe am Ende
- 1997: Die Babysitterin – Schreie aus dem Kinderzimmer
- 1997: Dein Tod ist die gerechte Strafe
- 1998: Der dreckige Tod
- 1998: Gehetzt – Der Tod im Sucher
- 1998: Das Finale
- 1998: Tristan und Isolde – Eine Liebe für die Ewigkeit (Il cuore e la spada)
- 1999: Der Schandfleck
- 1999: Schmetterlinge der Nacht
- 2000: Mutter wider Willen
- 2001: Der Club der grünen Witwen
- 2001: Hässliche Vaterliebe … und ihre Lippen schweigen
(Alternativtitel: Kalte Berührung)
- 2001: Die Pferdefrau
- 2001: Ein Geschenk der Liebe
- 2002: Gefühle im Sturm
- 2003: Tierärztin Dr. Mertens
- 2004: Die Kinder meiner Braut
- 2004: Geerbtes Glück
- 2004: Ich werde immer bei euch sein
- 2005: Das Haus der Harmonie
- 2005: Die Landärztin
- 2005: Ein Paradies für Tiere
- 2005: Lauras Wunschzettel
- 2006: Lieben und Töten
- 2006: Vaterherz
- 2007: Ein Paradies für Pferde
- 2008: Die Gustloff
- 2009: 30 Karat Liebe
- 2009: Baby frei Haus
- 2010: Funny Movie: Biss zur großen Pause – Das Highschool Vampir Grusical
- 2011: Lindburgs Fall
- 2012: Willkommen in Kölleda
- 2013: Liebe und Tod auf Java
- 2014: Die Spiegel-Affäre
- 2016: Der gute Göring
- 2016: Der Athen-Krimi – Trojanische Pferde
- 2017: Gift
- 2017: Mata Hari – Tanz mit dem Tod
- 2018: Reich oder tot
- 2018: Gefangen – Der Fall K.
- 2018: Der Richter
- 2018: Der Nesthocker
- 2019: Ein Dorf wehrt sich
- 2020: Matze, Kebab und Sauerkraut

### Fernsehserien, Fernsehreihen, Mehrteiler
- 1993: Derrick – Nachtvorstellung
- 1994: Deutschlandlied
- 1994–1999: Café Meineid
  - 1994: Auf den ersten Blick
  - 1999: Fräulein Andrea
- 1994: Schade um Papa
- 1994: Dr. Schwarz und Dr. Martin – Herztöne
- 1995: Faust – Villa Palermo
- 1995: Die Drei – Ich habe Lünsmann nicht getötet
- 1996: Die Geliebte – Mamas Baby
- 1997: Einsatz Hamburg Süd – Rosen für Carla
- 1998: HeliCops – Einsatz über Berlin – Juwelen-Brüder
- 1998–2002: Wolffs Revier
  - 1998: Clever und tot
  - 1999: Der Killer
  - 2002: Sport ist Mord
- 1999–2002: Klinikum Berlin Mitte – Leben in Bereitschaft (alle 39 Folgen)
- 2000–2022: Das Traumschiff
  - 2000 Las Vegas
  - 2006 Shanghai
  - 2011: Spezial  – New York, Savannah, Salvador da Bahia
  - 2022: Namibia
- 2001: Alicia (alle 3 Folgen)
- 2002: Drei mit Herz (3 Folgen)
- 2002: Club der Träume – Mexico/Yucatan
- 2002: Club der Träume – Türkei/Marmaris
- 2002: Tatort: Todesfahrt
- 2003–2017: Rosamunde Pilcher
  - 2003: Gewissheit des Herzens
  - 2014: Evitas Rache
  - 2017: Wie von einem anderen Stern
- 2003–2014: SOKO Köln
  - 2003: Die Mädchenfalle
  - 2014: Flucht in den Tod
- 2003–2005: SOKO Kitzbühel
  - 2003: Abfahrt in den Tod
  - 2005: Die letzte Fahrt
- 2004–2020: Familie Dr. Kleist
- 2004: Der Bulle von Tölz: Wenn die Masken fallen
- 2004–2017: SOKO 5113
  - 2004: Tod eines Diebes
  - 2013: Entfaltet
  - 2017: Puppen von Pasing
- 2005–2011: Die Rosenheim-Cops
  - 2005: Die Spur des heiligen Antonius
  - 2011: Teufel in Weiß
- 2005: Unter den Linden – Das Haus Gravenhorst
- 2006–2008: Folge deinem Herzen (Afrika-Trilogie)
  - 2006: Folge deinem Herzen
  - 2007: Für immer Afrika
  - 2008: Afrika im Herzen
- 2007: SOKO Rhein-Main (8 Folgen)
- 2007–2010: Ihr Auftrag, Pater Castell
- 2008–2014: Ein Fall von Liebe (Fernsehreihe)
  - 2008: Ein Fall von Liebe
  - 2010: Ein Fall von Liebe – Saubermänner
  - 2014: Ein Fall von Liebe – Annas Baby
- 2009–2010: Kommissar LaBréa (Fernseh-Trilogie)
  - 2009: Tod an der Bastille
  - 2010: Mord in der Rue St. Lazare
  - 2010: Todesträume am Montparnasse
- 2011: Alarm für Cobra 11 – Die Autobahnpolizei – Bad Bank
- 2011: Das Traumhotel – Malediven
- 2011–2017: SOKO Stuttgart
  - 2011: Club der Hexen
  - 2017: Mord am Grill
- 2011–2016: SOKO Wismar
  - 2011: Vatertag
  - 2016: Schwarzes Gold
- 2012: Küstenwache – Spiel mit der Angst
- 2012: Ein Fall für zwei – Tödliche Gier
- 2012: Die Garmisch-Cops – Finks letzter Flug
- 2012: Der Bergdoktor – Virus
- 2013–2014: In aller Freundschaft (10 Folgen)
- 2013: Kripo Holstein – Mord und Meer – Die letzte Fahrt
- 2013: Heiter bis tödlich: Hubert und Staller – Dünnes Eis
- 2014: Ein Fall von Liebe (alle 16 Folgen)
- 2015–2017: Der Alte
  - 2015: Unstillbare Gier
  - 2017: 3 Jahre Lebenslänglich
- 2016: Der Staatsanwalt – Mord und Lügen
- 2017: Der Traum von der Neuen Welt – Rekorde
- 2018: München Grill (2 Folgen)
- 2018: Bella Germania – L'amore – Die Liebe
- 2019: Die Chefin – Lockvogel
- 2020: Spides (alle 8 Folgen)
- 2020: Oktoberfest 1900 (3 Folgen)
- 2021: Blackout
- 2022: Herzogpark (Miniserie)
- 2022: Die Toten von Salzburg – Schattenspiel (Fernsehreihe)
- 2022: Stubbe – Ausgeliefert
- 2023: Wilsberg: Folge mir (Fernsehreihe)
- 2023: Polizeiruf 110: Paranoia (Fernsehreihe)
- 2023: Die Diplomatin – Vermisst in Rom (Fernsehreihe)
- 2024: Al-Boom (Fernsehserie)

- 2024: Tatort: Made in China

### Produzent
- 2015: Er und Sie (Kurzfilm)
- 2016: Der Athen-Krimi – Trojanische Pferde
- 2017: Irgendwer (Kurzfilm)
- 2019: Totenfieber – Nachricht aus Antwerpen
- 2019: Eggers & Lenni – Der Ballonmörder
- 2023: Polizeiruf 110: Paranoia (Fernsehreihe)

## Theaterengagements
- 1988–1990: Münchner Kammerspiele
- 1990–1993: Württembergische Landesbühne Esslingen
- 1993–1995: Staatstheater Braunschweig
- 1995/1996: Deutsches Schauspielhaus Hamburg
- 2012/2013: Jedermann im Berliner Dom[12]
- 2023: Der Club der toten Dichter in der Stiftsruine Bad Hersfeld[13][14]
- 2024: Die Passion[15]
- 2025: Karl-May-Spiele Bad Segeberg im Kalkbergstadion[16]

## Hörbücher
- 2006: 10 Wunderschöne Gute-Nacht-Geschichten, Geschichte „Mein Freund Knopf“, erschienen im November 2006 für SOS-Kinderdorf
- 2010: Am ersten Tag von Marc Levy, erschienen im August 2010
- 2010: Die erste Nacht von Marc Levy, erschienen im November 2010
- 2022: Der dunkelste Moment ist der vor Sonnenaufgang, eigenes Werk, erschienen im Oktober 2022

## Bücher
- 2017: Loving se Germans, Eigenes Werk, erschienen am 8. September 2017 im Ullstein Verlag, ISBN 978-3-86493-041-6
- 2022: Der dunkelste Moment ist der vor Sonnenaufgang, erschienen am 5. Oktober 2022 im Kailash Verlag, ISBN 978-3-424-63234-7

## Auszeichnungen
- 2009: Das Neue Blatt – Mein Star des Jahres für seine Rolle des Christian Kleist in der Serie Familie Dr. Kleist
- 2014: Bambi in der Kategorie „Schauspieler National“ für seine Rolle als Franz Josef Strauß in Die Spiegel-Affäre
- 2015: Münchner Abendzeitung – Stern des Jahres für seine Rolle als Franz Josef Strauß in Die Spiegel-Affäre
- 2015: Deutscher Schauspielerpreis als Bester Schauspieler in einer Nebenrolle für seine Rolle als Franz Josef Strauß in Die Spiegel-Affäre
- 2015: Die Goldene Deutschland 2015 für seine Rolle als Franz Josef Strauß in Die Spiegel-Affäre[17]